# Acmaeoderella

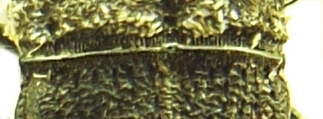
Basis der Flügeldecken ohne sichtbares Schildchen

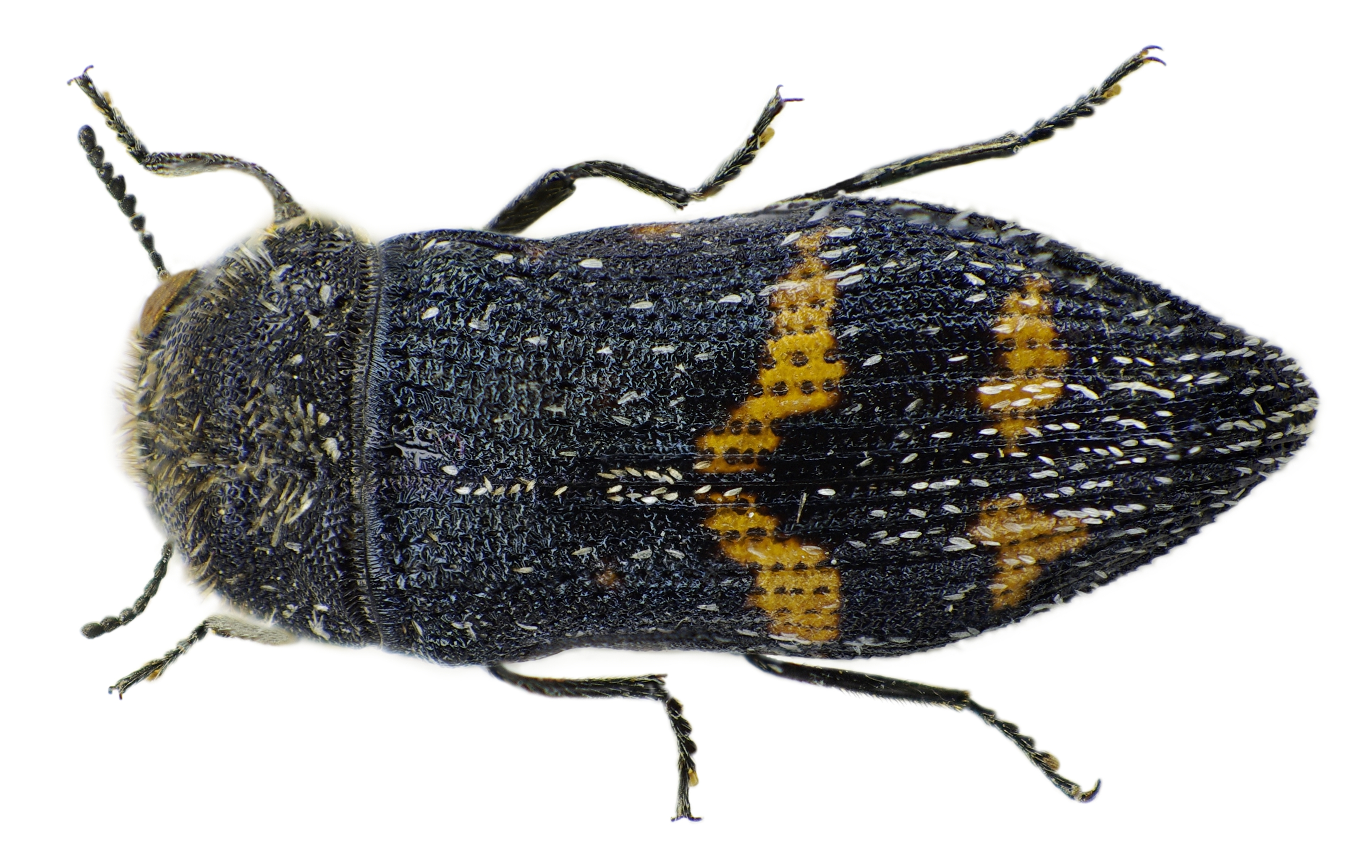
Acmaeoderella mimonti

Acmaeoderella bilden eine Gattung innerhalb der Unterfamilie Polycestinae in der Familie der Prachtkäfer (Buprestidae).

## Beschreibung
Die Käfer sind walzenförmig, ihre Flügeldecken sind miteinander verwachsen. Ein Schildchen ist nicht erkennbar. Es wird vermutet, dass im Laufe der Evolution das stark verbreiterte Schildchen mit den Flügeldecken verwachsen ist.
Sämtliche Arten dieser Gattung sind auf Blüten spezialisiert. Sie fressen als Käfer deren  Blätter. Im Unterschied zur Gattung der Acmaeodera können manche Arten aus Südeuropa sowohl in totem und trockenem Holz als auch in trockenen Stängeln von Gräsern leben und ihre Nahrung finden.

## Systematik
In Europa sind etwa 50 Arten und Unterarten bekannt.
- Acmaeoderella circassica (Reitter, 1890)
- Acmaeoderella coarctata (Lucas, 1846)
- Acmaeoderella coarctata coarctata (Lucas, 1846)
- Acmaeoderella coarctata seminata (Abeille de Perrin, 1895)
- Acmaeoderella cypriota (Obenberger, 1940)
- Acmaeoderella cypriota cypriota (Obenberger, 1940)
- Acmaeoderella cypriota gerae Volkovitsh, 1989
- Acmaeoderella discoida (Fabricius, 1787)
- Acmaeoderella elbursi (Obenberger, 1924)
- Acmaeoderella jonica (Obenberger, 1934)
- Acmaeoderella levantina (Obenberger, 1934)
- Acmaeoderella moroderi (Reitter, 1906)
- Acmaeoderella samosicola Volkovitsh, 1989
- Acmaeoderella stepaneki (Obenberger, 1940)
- Acmaeoderella stricta (Abeille de Perrin, 1895)
- Acmaeoderella trinacriae (Obenberger, 1923)
- Acmaeoderella farinosa (Reiche, 1856)
- Weißschuppiger Ohnschild-Prachtkäfer Acmaeoderella flavofasciata (Piller & Mitterpacher, 1783)
- Acmaeoderella flavofasciata deorum (Obenberger, 1940)
- Acmaeoderella flavofasciata flavofasciata (Piller & Mitterpacher, 1783)
- Acmaeoderella flavofasciata hirsutula (Gory, 1840)
- Acmaeoderella flavofasciata pilivestis (Abeille de Perrin, 1904)
- Acmaeoderella flavofasciata placida (Baudi, 1870)
- Acmaeoderella mimonti (Boieldieu, 1865)
- Acmaeoderella mimonti mimonti (Boieldieu, 1865)
- Acmaeoderella corsica (Obenberger, 1922)
- Acmaeoderella cyanipennis (Lucas, 1846)
- Acmaeoderella cyanipennis cyanipennis (Lucas, 1846)
- Acmaeoderella cyanipennis franzinii Curletti & Magnani, 1987
- Acmaeoderella cyanipennis perroti (Schaefer, 1949)
- Acmaeoderella gibbulosa (Ménétriés, 1832)
- Acmaeoderella lanuginosa (Gyllenhaal, 1817)
- Acmaeoderella lanuginosa lanuginosa (Gyllenhaal, 1817)
- Acmaeoderella lanuginosa moltonii (Schatzmayr, 1949)
- Acmaeoderella lanuginosa reducta (Schaefer, 1938)
- Acmaeoderella subcyanea (Reitter, 1890)
- Acmaeoderella vetusta (Ménétriés, 1832)
- Acmaeoderella villosula (Steven, 1830)
- Acmaeoderella bolivari (Obenberger, 1934)
- Acmaeoderella chrysanthemi (Chevrolat, 1854)
- Acmaeoderella elegans (Harold, 1869)
- Acmaeoderella elegans elegans (Harold, 1869)
- Acmaeoderella pseudovirgulata Volkovitsh & Bílý, 1979
- Acmaeoderella rufomarginata (Lucas, 1846)
- Acmaeoderella virgulata (Illiger, 1803)
- Acmaeoderella adspersula (Illiger, 1803)
- Acmaeoderella adspersula adspersula (Illiger, 1803)
- Acmaeoderella despecta (Baudi, 1870)
- Acmaeoderella longissima (Abeille de Perrin, 1904)